# Nihat Ertuğ
Nihat Ertuğ, né le 29 septembre 1915 et mort à la fin du XXe siècle, est un ancien joueur turc de basket-ball.